# MKS Dąbrowa Górnicza (piłka siatkowa kobiet)
MKS Dąbrowa Górnicza – polski żeński klub siatkarski z siedzibą w Dąbrowie Górniczej, założony w 1992 roku jako jedna z sekcji klubu MKS Dąbrowa Górnicza. Dwukrotny zdobywca Pucharu Polski oraz uczestnik Ligi Mistrzyń.
Od 18 maja 2012 roku klub działał jako spółka akcyjna. W 2018 roku spadł do I ligi. Rok później klub wycofał się z rozgrywek przez brak funduszy i został rozwiązany. Powodem takiego obrotu sprawy był brak dofinansowania przez miasto.

## Historia

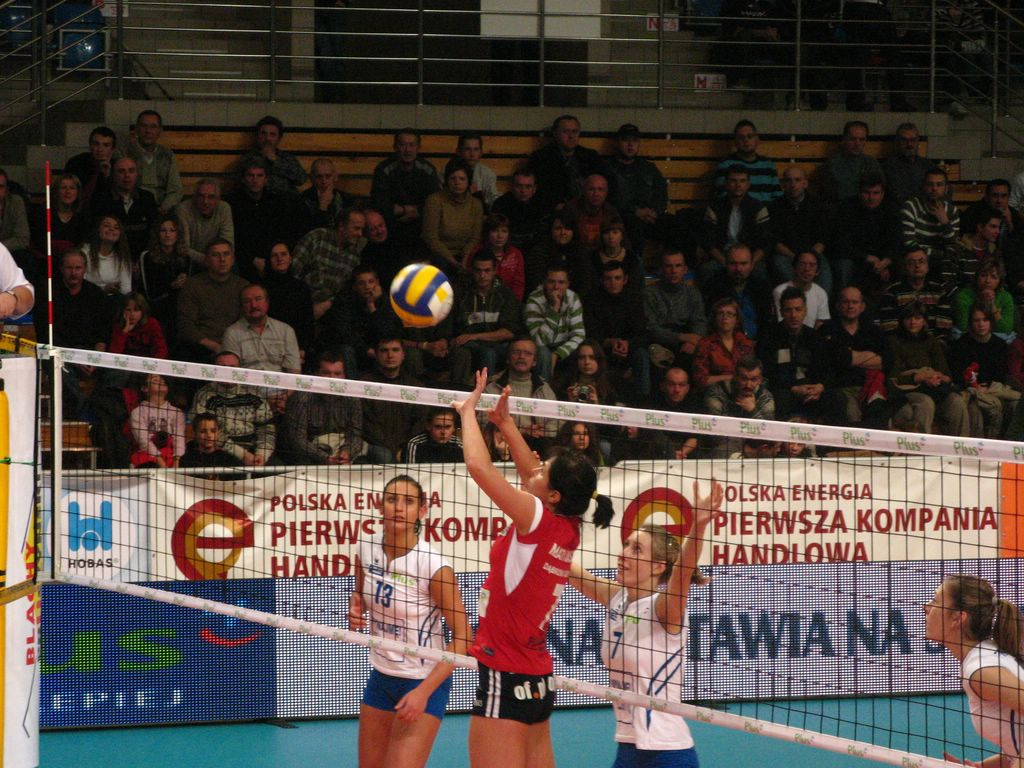
MKS Dąbrowa Górnicza vs. AZS AWF Poznań

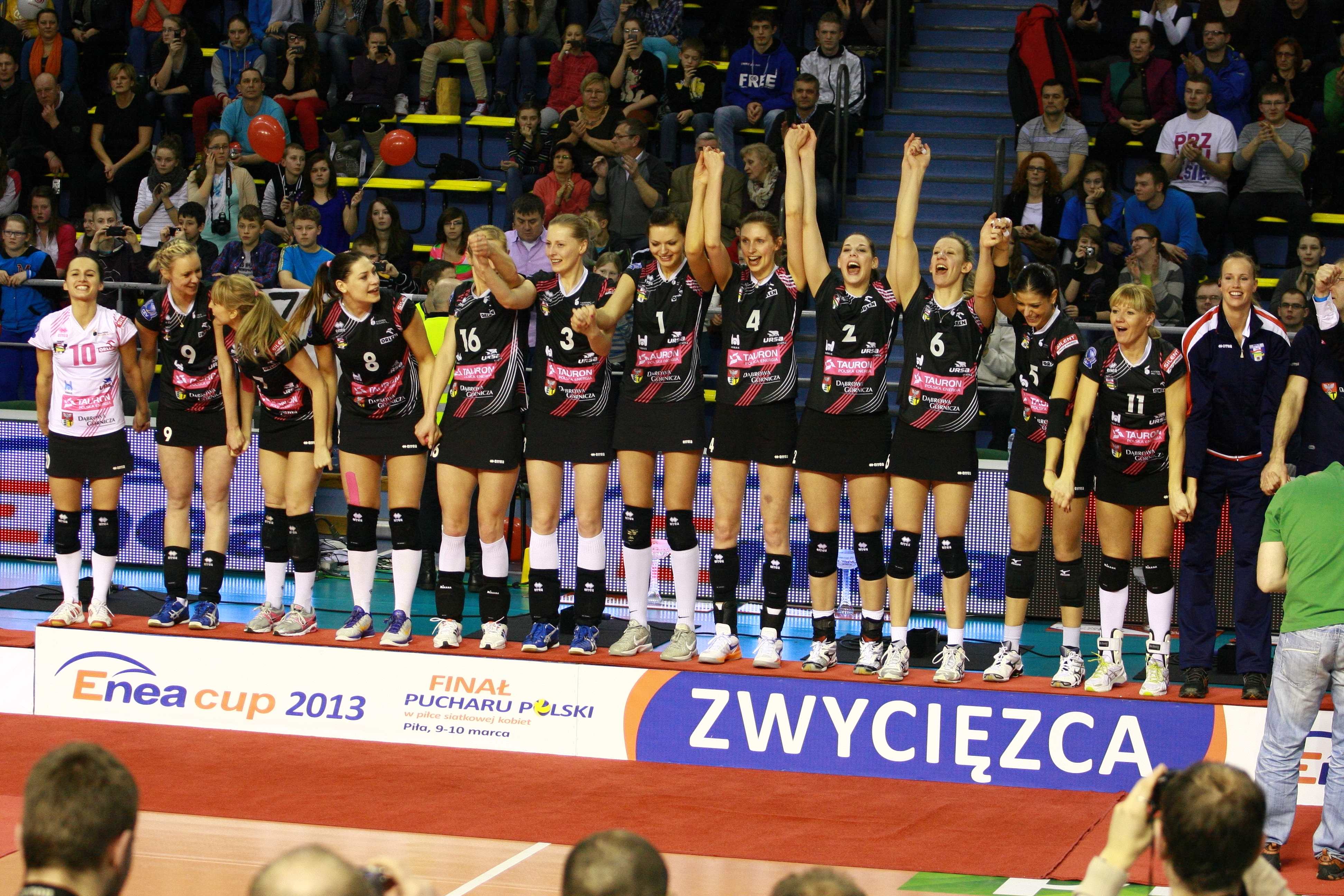
Drużyna Tauronu MKS Dąbrowa Górnicza na najwyższym stopniu podium Pucharu Polski w roku 2013.

### Chronologia nazw
- do 2007: Miejski Międzyszkolny Klub Sportowy (MMKS) Dąbrowa Górnicza
- 2007: MKS Dąbrowa Górnicza
- 2009: Enion Energia MKS Dąbrowa Górnicza
- 2010: Tauron MKS Dąbrowa Górnicza
- 2014: Tauron Banimex MKS Dąbrowa Górnicza

### Ważne daty
- 1992 – powstanie klubu
- 2004 – awans do I ligi
- 2007 – awans do Ligi Siatkówki Kobiet
- 2009 – debiut w europejskich pucharach (CEV Indesit Champions League) i awans do 2. rundy tych rozgrywek
- 2010 – zdobycie pierwszego medalu mistrzostw Polski seniorek w piłce siatkowej halowej
- 2012 – zdobycie pierwszego Pucharu Polski
- 2013 – zdobycie tytułu wicemistrzyń Polski
- 2018 – spadek do I ligi
- 2019 - rozwiązanie klubu, wycofanie z rozgrywek I ligi

### Przed awansem do LSK
Sekcja siatkówki powstała w 1992 roku z inicjatywy ówczesnego prezesa Miejskiego Międzyszkolnego Klubu Sportowego Lesława Klimczyka. W 2004 roku klub wywalczył awans do I ligi kobiet. Pierwszy sezon w I lidze zespół zakończył na 3 miejscu. Drugi sezon startów w I lidze zespół zakończył na 2 miejscu, ustępując jedynie Gedanii Gdańsk. Zakończenie sezonu na 2 miejscu uprawniało do rozegrania barażu o Lige Siatkówki Kobiet, w którym MMKS spotkał się z Swarzędz Meble S.A. AZS AWF Poznań. Po przegranych barażach z Poznaniem 1-3 klub postanowił wzmocnić skład sprowadzając Izabelę Kunc, Marzenę Wilczyńską, Małgorzatę Lis, Andreę Pavelkovą, do zespołu dołączyła również wychowanka Ewelina Sieczka. Z tymi wzmocnieniami zespół miał walczyć o awans do LSK. Rundę zasadniczą sezonu 2006/2007 zespół zakończył na 2 miejscu ustępując jedynie Wiśle Kraków. Ponieważ zespół zakończył rundę zasadniczą na 2 miejscu nie musiał grać I rundy play off. W II rundzie MMKS zmierzył się z Sokołem Chorzów, którego w play off rozgrywanym do 3 zwycięstw pokonał 3:0. W finale play off MMKS spotkał się z Wisłą Kraków. Po meczach w Krakowie w rywalizacji toczonej do 3 zwycięstw było 1:1. W Dąbrowie MMKS pokonał Wisłę dwukrotnie 3:0 i 3:2 całą rywalizacje wygrał 3:1 i mógł świętować awans do LSK.
| Skład w sezonie 2006/2007 | Skład w sezonie 2006/2007 | Skład w sezonie 2006/2007 | Skład w sezonie 2006/2007 | Skład w sezonie 2006/2007 |
| Nr                        | Imię i nazwisko           | Data ur.                  | Wzrost                    | Pozycja                   |
| ------------------------- | ------------------------- | ------------------------- | ------------------------- | ------------------------- |
| 1                         | Urszula Jędrys-Szynkiel   |                           | 182                       | środkowa                  |
| 2                         | Marzena Wilczyńska        | 15 września 1984          | 181                       | przyjmująca               |
| 3                         | Anna Białobrzeska         | 30 stycznia 1984          | 178                       | przyjmująca               |
| 5                         | Karolina Pazderska        |                           | 183                       | środkowa                  |
| 6                         | Izabela Kunc              |                           |                           | rozgrywająca              |
| 7                         | Ewa Matyjaszek            | 23 kwietnia 1979          | 176                       | rozgrywająca              |
| 8                         | Ewelina Sieczka           | 26 stycznia 1988          | 182                       | przyjmująca               |
| 9                         | Małgorzata Lis            | 14 kwietnia 1981          | 185                       | środkowa                  |
| 10                        | Krystyna Tkaczewska       | 24 lipca 1987             | 166                       | libero                    |
| 12                        | Andrea Pavelková          | 14 kwietnia 1972          | 183                       | przyjmująca               |

### W siatkarskiej ekstraklasie
Sezon 2007/2008 
Po awansie do LSK trenera Waldemara Kawke który został menadżerem klubu zastąpił Wiesław Popik z klubu odeszły Andrea Pavelkowa, Izabela Kunc i Urszula Jędrys-Szynkiel. W ich miejsce klub sprowadził Katarzynę Wysocką, Ewe Cabajewską, Marte Czerwińką oraz Magde Piątek. Fazę zasadniczą MKS zakończył na 7 miejscu. W ćwierćfinale MKS musiał uznać wyższość Winiar Kalisz, w dalszej fazie rozgrywek MKS pokonał zespoły Stali Mielec oraz Gedanii Gdańsk i w swoim pierwszym sezonie występów w LSK zajął 5 miejsce, co było dużym sukcesem.
| Skład w sezonie 2007/2008 | Skład w sezonie 2007/2008 | Skład w sezonie 2007/2008 | Skład w sezonie 2007/2008 | Skład w sezonie 2007/2008 |
| Nr                        | Imię i nazwisko           | Data ur.                  | Wzrost                    | Pozycja                   |
| ------------------------- | ------------------------- | ------------------------- | ------------------------- | ------------------------- |
| 1                         | Katarzyna Wysocka         | 7 września 1979           | 182                       | środkowa                  |
| 2                         | Marzena Wilczyńska        | 15 września 1984          | 181                       | przyjmująca               |
| 3                         | Anna Białobrzeska         | 30 stycznia 1984          | 178                       | przyjmująca               |
| 5                         | Karolina Pazderska        |                           | 183                       | środkowa                  |
| 6                         | Ewa Cabajewska            | 8 listopada 1978          | 176                       | rozgrywająca              |
| 7                         | Ewa Matyjaszek            | 23 kwietnia 1979          | 176                       | rozgrywająca              |
| 8                         | Ewelina Sieczka           | 26 stycznia 1988          | 182                       | przyjmująca               |
| 9                         | Małgorzata Lis            | 14 kwietnia 1981          | 185                       | środkowa                  |
| 10                        | Krystyna Tkaczewska       | 24 lipca 1987             | 166                       | libero                    |
| 11                        | Marta Czerwińska          | 10 lutego 1983            | 179                       | przyjmująca               |
| 12                        | Magdalena Piątek          | 10 września 1984          | 181                       | przyjmująca               |

 Sezon 2008/2009 
Po sukcesie jakim było zajęcie 5 miejsca w pierwszym sezonie startów w LSK z drużyną pożegnał się trener Wiesław Popik a na ławkę trenerską powrócił Waldemar Kawka. Z drużyny odeszły Ewa Cabajewska, Marta Czerwińska, Anna Białobrzeska, Karolina Pazderska oraz Magdalena Piątek, drożynę wzmocniły natomiast Aleksandra Liniarska, Joanna Staniucha-Szczurek, Magdalena Sadowska, Beata Strządała, dwukrotna Mistrzyni Europy Magdalena Śliwa oraz Małgorzata Cieśla. Drużyna fazę zasadniczą zakończyła na 5 miejscu. W ćwierćfinale przegrała z Centrostalem Bydgoszcz. W dalszej fazie rozgrywek MKS pokonał AZS Białystok. W walce o 5 miejsce MKS pokonał Gwardie Wrocław i powtórzył wynik z poprzedniego sezonu.
| Skład w sezonie 2008/2009 | Skład w sezonie 2008/2009 | Skład w sezonie 2008/2009 | Skład w sezonie 2008/2009 | Skład w sezonie 2008/2009 |
| Nr                        | Imię i nazwisko           | Data ur.                  | Wzrost                    | Pozycja                   |
| ------------------------- | ------------------------- | ------------------------- | ------------------------- | ------------------------- |
| 1                         | Katarzyna Wysocka         | 7 września 1979           | 182                       | środkowa                  |
| 2                         | Marzena Wilczyńska        | 15 września 1984          | 181                       | przyjmująca               |
| 3                         | Aleksandra Liniarska      | 12 grudnia 1981           | 188                       | środkowa                  |
| 4                         | Małgorzata Cieśla         | 15 czerwca 1986           | 188                       | atakująca                 |
| 5                         | Magdalena Sadowska        | 26 sierpnia 1979          | 184                       | atakująca                 |
| 6                         | Joanna Staniucha-Szczurek | 5 grudnia 1981            | 184                       | przyjmująca               |
| 7                         | Ewa Matyjaszek            | 23 kwietnia 1979          | 176                       | rozgrywająca              |
| 8                         | Ewelina Sieczka           | 26 stycznia 1988          | 182                       | przyjmująca               |
| 9                         | Małgorzata Lis            | 14 kwietnia 1981          | 185                       | środkowa                  |
| 10                        | Krystyna Tkaczewska       | 24 lipca 1987             | 166                       | libero                    |
| 11                        | Magdalena Śliwa           | 17 listopada 1969         | 174                       | rozgrywająca              |
| 12                        | Beata Strządała           | 29 października 1976      | 190                       | przyjmująca               |

 Sezon 2009/2010 

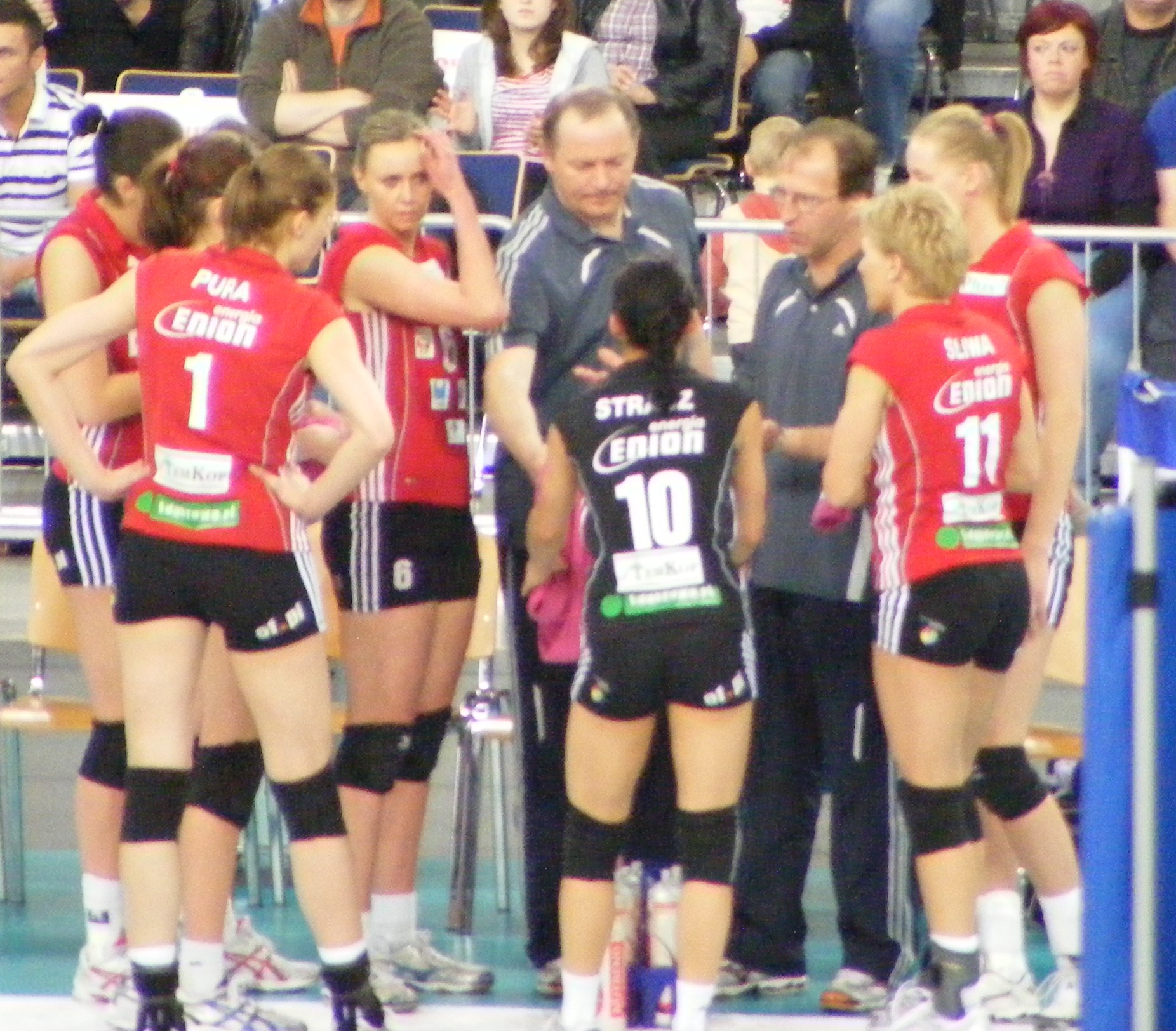
Zawodniczki Enionu Energii MKS Dąbrowa Górnicza w sezonie 2009/2010

Dzięki pozyskaniu sponsora strategicznego którym została firma ENION Energia klub do nowego sezonu przystąpił pod nazwą Enion Energia MKS Dąbrowa Górnicza. W miejsce Katarzyny Wysockiej, Ewy Matyjaszek, Małgorzaty Cieśli i Beaty Strządały klub pozyskał Katarzynę Gajgał, Katarzynę Walawender, Martę Haładyn oraz Agatę Karczmarzewską-Pura. MKS fazę zasadniczą zakończył na 3 miejscu. W ćwierćfinale w 3 meczach wygrał z AZS Białystok. W półfinale po zaciętej walce MKS przegrał z Muszyną. W meczach o 3 miejsce MKS spotkał się z Organiką Budowlani Łódź pokonując ją w stosunku 3:1 i zdobył swój pierwszy medal w historii.
| Skład w sezonie 2009/2010 | Skład w sezonie 2009/2010 | Skład w sezonie 2009/2010 | Skład w sezonie 2009/2010 | Skład w sezonie 2009/2010 |
| Nr                        | Imię i nazwisko           | Data ur.                  | Wzrost                    | Pozycja                   |
| ------------------------- | ------------------------- | ------------------------- | ------------------------- | ------------------------- |
| 1                         | Agata Karczmarzewska-Pura | 27 czerwca 1978           | 188                       | atakująca                 |
| 2                         | Marzena Wilczyńska        | 15 września 1984          | 181                       | przyjmująca               |
| 3                         | Aleksandra Liniarska      | 12 grudnia 1981           | 188                       | środkowa                  |
| 5                         | Magdalena Sadowska        | 26 sierpnia 1979          | 184                       | atakująca                 |
| 6                         | Joanna Staniucha-Szczurek | 5 grudnia 1981            | 184                       | przyjmująca               |
| 7                         | Katarzyna Walawender      | 3 czerwca 1982            | 178                       | przyjmująca               |
| 8                         | Ewelina Sieczka           | 26 stycznia 1988          | 182                       | przyjmująca               |
| 9                         | Małgorzata Lis            | 14 kwietnia 1981          | 185                       | środkowa                  |
| 10                        | Krystyna Tkaczewska       | 24 lipca 1987             | 166                       | libero                    |
| 11                        | Magdalena Śliwa           | 17 listopada 1969         | 174                       | rozgrywająca              |
| 12                        | Marta Haładyn             | 8 stycznia 1988           | 179                       | rozgrywająca              |
| 13                        | Katarzyna Gajgał          | 21 września 1981          | 190                       | środkowa                  |

 Sezon 2010/2011 
Przed sezonem za sprawą włączenia firmy Enion Energia do grupy TAURON drużyna zmieniła nazwę na Tauron MKS Dąbrowa Górnicza. Po wywalczeniu brązowego medalu z drużyny odeszły Ewelina Sieczka, Katarzyna Gajgał, Katarzyna Walawender, Magdalena Śliwa,
Magdalena Sadowska oraz Marzena Wilczyńska. Do klubu przyszły Czeszki Ivana Plchotová oraz Lucie Mühlsteinová, Chorwatka Matea Ikić, Elżbieta Skowrońska, Izabela Żebrowska, Natalia Kurnikowska oraz Marcelina Nowak. Fazę zasadniczą MKS zakończył na 3 miejscu. W ćwierćfinale MKS pokonał Gwardię Wrocław. W półfinale przegrał z Atomem Treflem Sopot a w meczach o 3 miejsce z BKSem Bielsko-Biała zajmując 4 miejsce.
| Skład w sezonie 2010/2011 | Skład w sezonie 2010/2011 | Skład w sezonie 2010/2011 | Skład w sezonie 2010/2011 | Skład w sezonie 2010/2011 |
| Nr                        | Imię i nazwisko           | Data ur.                  | Wzrost                    | Pozycja                   |
| ------------------------- | ------------------------- | ------------------------- | ------------------------- | ------------------------- |
| 1                         | Agata Karczmarzewska-Pura | 27 czerwca 1978           | 188                       | atakująca                 |
| 3                         | Aleksandra Liniarska      | 12 grudnia 1981           | 188                       | środkowa                  |
| 4                         | Natalia Kurnikowska       | 13 stycznia 1992          | 185                       | przyjmująca               |
| 5                         | Marta Haładyn             | 8 stycznia 1988           | 179                       | rozgrywająca              |
| 6                         | Joanna Staniucha-Szczurek | 5 grudnia 1981            | 184                       | przyjmująca               |
| 7                         | Marcelina Nowak           | 19 lipca 1994             | 185                       | atakująca                 |
| 9                         | Małgorzata Lis            | 14 kwietnia 1981          | 185                       | środkowa                  |
| 10                        | Krystyna Strasz           | 24 lipca 1987             | 166                       | libero                    |
| 11                        | Lucie Mühlsteinová        | 15 października 1984      | 181                       | rozgrywająca              |
| 12                        | Izabela Żebrowska         | 23 lutego 1985            | 189                       | atakująca                 |
| 13                        | Matea Ikić                | 25 maja 1989              | 185                       | przyjmująca               |
| 16                        | Elżbieta Skowrońska       | 6 lipca 1983              | 183                       | przyjmująca               |
| 17                        | Ivana Plchotová           | 28 października 1982      | 192                       | środkowa                  |

 Sezon 2011/2012 
Przed nowym sezonem klub opuściły Marta Haładyn, Lucie Mühlsteinová, Agata Karczmarzewska-Pura, Joanna Staniucha-Szczurek, Matea Ikić i Marcelina Nowak. W ich miejsce przyszły Belgijki Charlotte Leys i Frauke Dirickx, a także Katarzyna Zaroślińska, Dorota Ściurka, Natalia Nuszel oraz Katarzyna Urban. Do klubu powróciła również Magdalena Śliwa. Został również poszerzony sztab szkoleniowy do którego dołączył trener od przygotowania motorycznego Łukasz Filipecki. Fazę zasadniczą klub zakończył na 3 miejscu. W turnieju finałowym Pucharu Polski który został rozegrany w Radomiu w półfinale MKS pokonał Muszynę. W wielkim finale wygrał z Atomem Treflem Sopot 3:1 zdobywając swój pierwszy Puchar Polski.Nagrodami indywidualnymi zostały wyróżnione Ivana Plchotová (Najlepsza blokująca), Frauke Dirickx (Najlepsza rozgrywająca), Aleksandra Liniarska (Najlepsza zagrywająca), Elżbieta Skowrońska (Najlepsza przyjmująca), Krystyna Strasz (Najlepsza broniąca), a MVP turnieju finałowego została wybrana Izabela Żebrowska. W I rundzie play off PlusLigi Kobiet MKS pokonał drożynę PTPSu Piła. W półfinale po 5 meczowej rywalizacji przegrał z Atomem Treflem Sopot. W meczach o brązowy medal w 3 meczach pokonał BKS Aluprof Bielsko-Biała i sezon zakończył na najniższym stopniu podium.
| Skład w sezonie 2011/2012 | Skład w sezonie 2011/2012 | Skład w sezonie 2011/2012 | Skład w sezonie 2011/2012 | Skład w sezonie 2011/2012 |
| Nr                        | Imię i nazwisko           | Data ur.                  | Wzrost                    | Pozycja                   |
| ------------------------- | ------------------------- | ------------------------- | ------------------------- | ------------------------- |
| 1                         | Katarzyna Urban           | 30 października 1987      | 182                       | przyjmująca               |
| 2                         | Charlotte Leys            | 18 marca 1989             | 184                       | przyjmująca               |
| 3                         | Aleksandra Liniarska      | 12 grudnia 1981           | 188                       | środkowa                  |
| 4                         | Natalia Kurnikowska       | 13 stycznia 1992          | 185                       | przyjmująca               |
| 5                         | Dorota Ściurka            | 7 stycznia 1981           | 179                       | przyjmująca               |
| 6                         | Frauke Dirickx            | 13 stycznia 1980          | 186                       | rozgrywająca              |
| 7                         | Natalia Nuszel            | 23 lutego 1989            | 180                       | przyjmująca               |
| 8                         | Katarzyna Zaroślińska     | 3 lutego 1987             | 187                       | atakująca                 |
| 9                         | Małgorzata Lis            | 14 kwietnia 1981          | 185                       | środkowa                  |
| 10                        | Krystyna Strasz           | 24 lipca 1987             | 166                       | libero                    |
| 11                        | Magdalena Śliwa           | 17 listopada 1969         | 174                       | rozgrywająca              |
| 12                        | Izabela Żebrowska         | 23 lutego 1985            | 189                       | atakująca                 |
| 16                        | Elżbieta Skowrońska       | 6 lipca 1983              | 183                       | przyjmująca               |
| 17                        | Ivana Plchotová           | 28 października 1982      | 192                       | środkowa                  |

 Sezon 2012/2013 

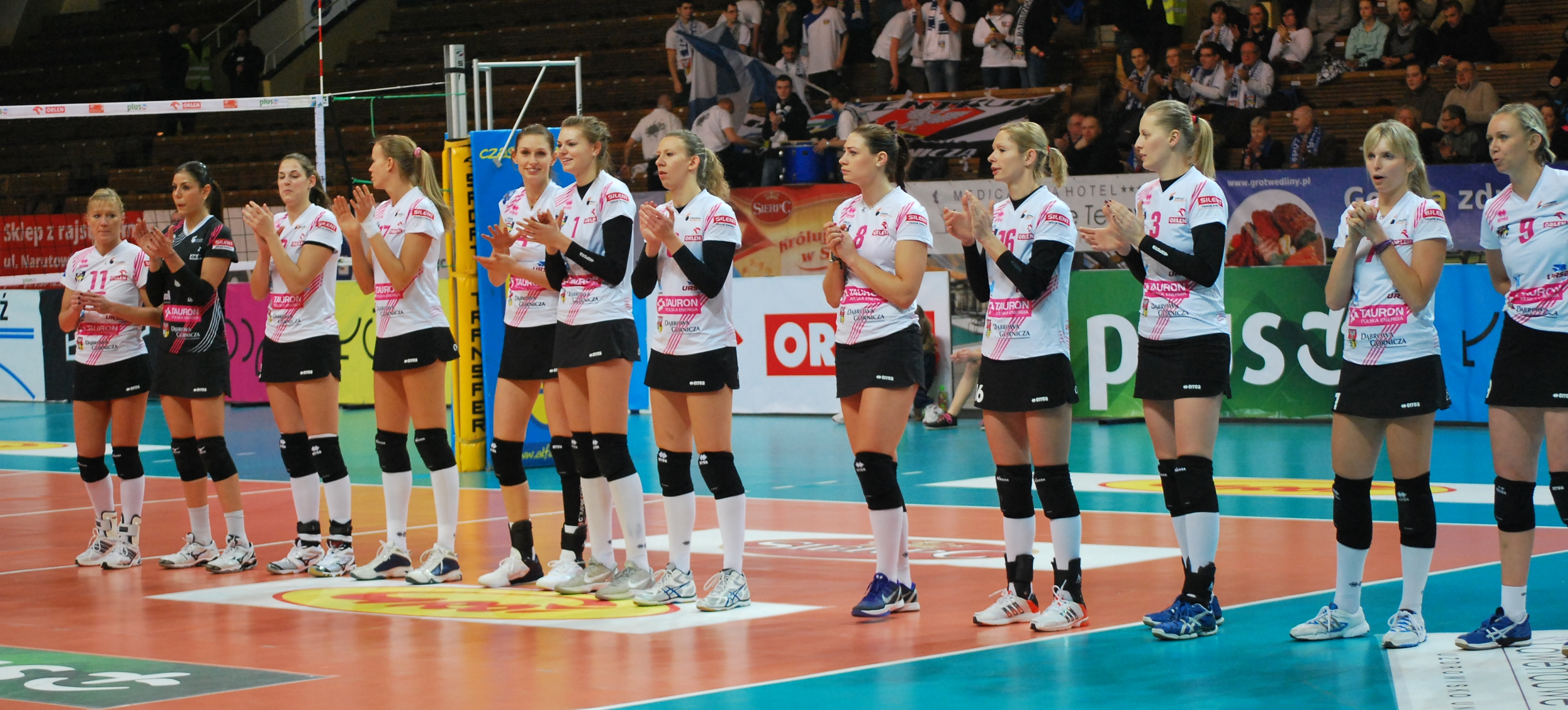
Zawodniczki Tauronu MKS Dąbrowa Górnicza w sezonie 2012/2013

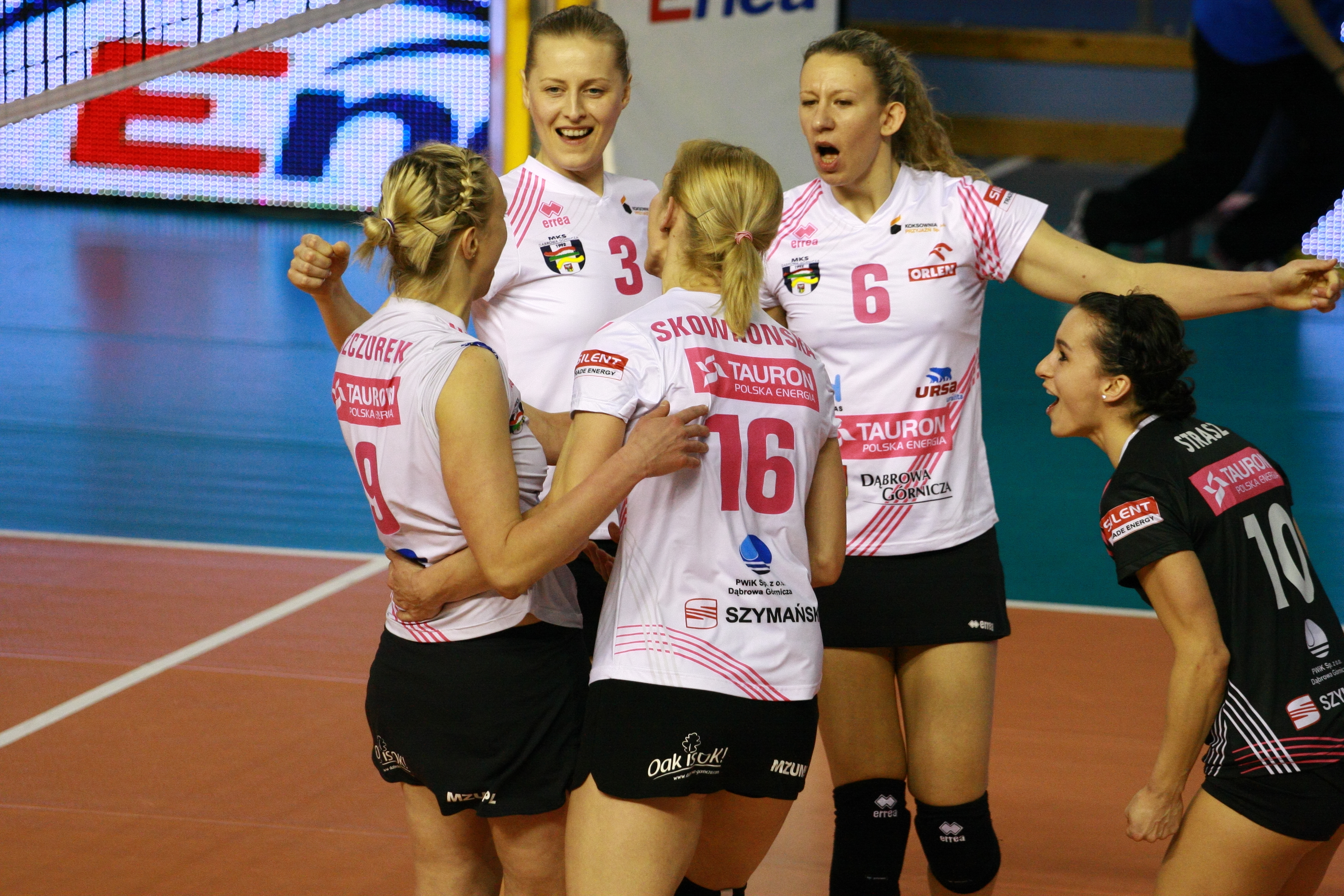
Zawodniczki Tauronu MKS Dąbrowa Górnicza w sezonie 2012/2013

W trakcie okna transferowego z klubu odeszły Izabela Żebrowska, Dorota Ściurka, Małgorzata Lis, Natalia Kurnikowska oraz Katarzyna Urban. W ich miejsce klub pozyskał Joanne Kaczor, Maja Tokarska oraz Włoszkę Milene Stacchiotti. Z urlopu macierzyńskiego wróciła również Joanna Staniucha-Szczurek. Fazę zasadniczą MKS zakończył na 2 miejscu. W turnieju finałowym Pucharu Polki rozgrywanym w Pile MKS półfinale pokonał Muszynę natomiast w wielkim finale wygrał z Atomem Treflem Sopot 3:2 i obronił Puchar Polski. Nagrodami indywidualnymi zostały wyróżnione Maja Tokarska (Najlepsza blokująca), Frauke Dirickx (Najlepsza rozgrywająca), Krystyna Strasz(Najlepsza broniąca), a MVP turnieju finałowego została wybrana Elżbieta Skowrońska. W ćwierćfinale Orlen Ligi MKS pokonał Impel Wrocław w stosunku 3:1. W półfinale w takim samym stosunku pokonał BKS Aluprof Bielsko-Biała. W wielkim finale Orlen Ligi MKS spotkał się z Atomem Treflem Sopot. Po pierwszych 2 meczach rozegranych w Dąbrowie Górniczej MKS prowadził 2:0, lecz kolejne 3 mecze dzięki znakomitej grze Rachael Rourke padły łupem Sopotu i Dąbrowa musiała zadowolić się wicemistrzostwem Polski.
| Skład w sezonie 2012/2013 | Skład w sezonie 2012/2013 | Skład w sezonie 2012/2013 | Skład w sezonie 2012/2013 | Skład w sezonie 2012/2013 |
| Nr                        | Imię i nazwisko           | Data ur.                  | Wzrost                    | Pozycja                   |
| ------------------------- | ------------------------- | ------------------------- | ------------------------- | ------------------------- |
| 1                         | Maja Tokarska             | 22 lutego 1991            | 193                       | środkowa                  |
| 2                         | Charlotte Leys            | 18 marca 1989             | 184                       | przyjmująca               |
| 3                         | Aleksandra Liniarska      | 12 grudnia 1981           | 188                       | środkowa                  |
| 4                         | Joanna Kaczor             | 16 września 1984          | 190                       | atakująca                 |
| 5                         | Milena Stacchiotti        | 5 stycznia 1985           | 185                       | środkowa                  |
| 6                         | Frauke Dirickx            | 13 stycznia 1980          | 186                       | rozgrywająca              |
| 7                         | Natalia Nuszel            | 23 lutego 1989            | 180                       | przyjmująca               |
| 8                         | Katarzyna Zaroślińska     | 3 lutego 1987             | 187                       | atakująca                 |
| 9                         | Joanna Staniucha-Szczurek | 5 grudnia 1981            | 184                       | przyjmująca               |
| 10                        | Krystyna Strasz           | 24 lipca 1987             | 166                       | libero                    |
| 11                        | Magdalena Śliwa           | 17 listopada 1969         | 174                       | rozgrywająca              |
| 16                        | Elżbieta Skowrońska       | 6 lipca 1983              | 183                       | przyjmująca               |
| 17                        | Ivana Plchotová           | 28 października 1982      | 192                       | środkowa                  |

 Sezon 2013/2014 

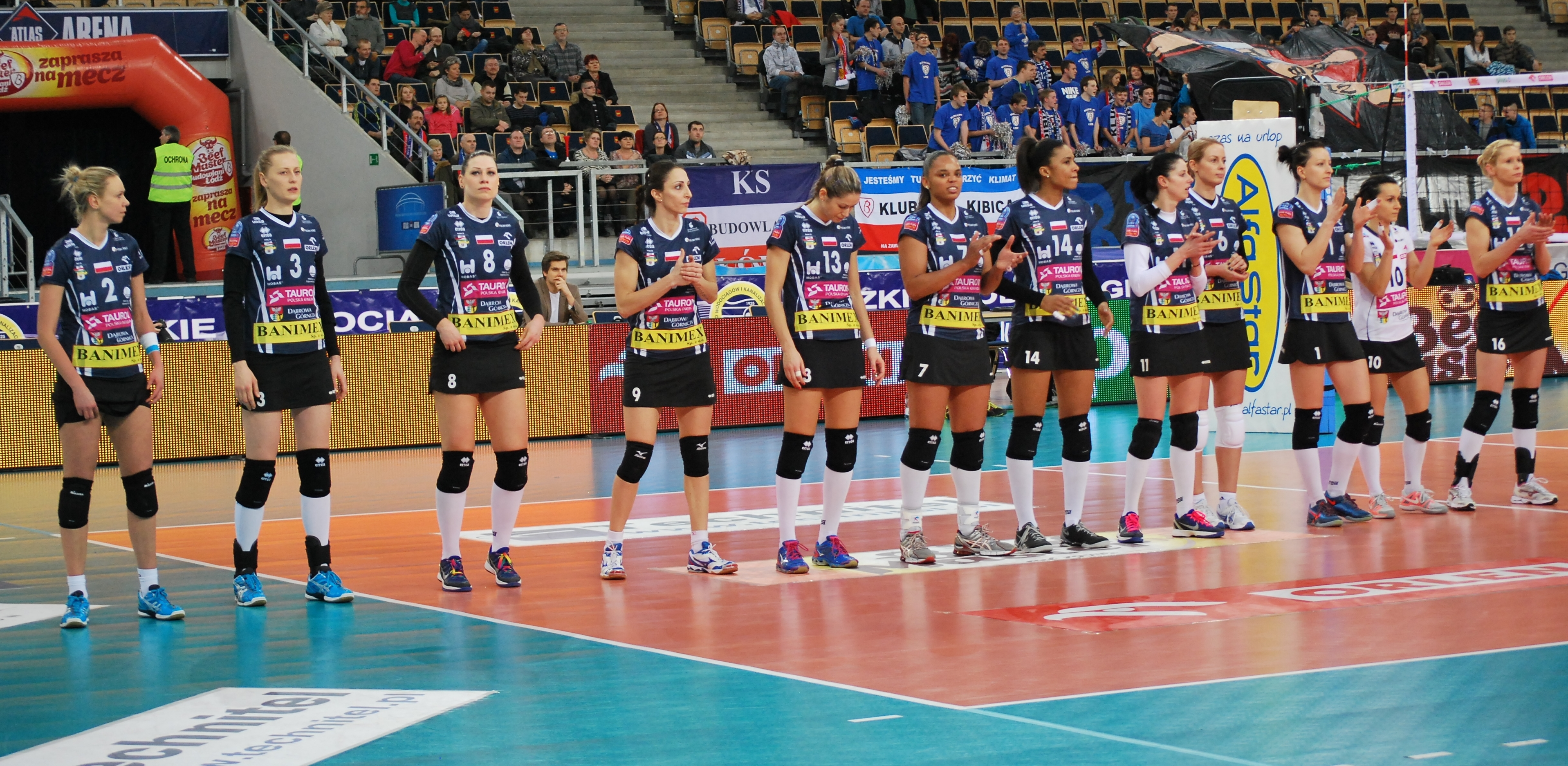
Zawodniczki Tauronu MKS Dąbrowa Górnicza w sezonie 2013/2014

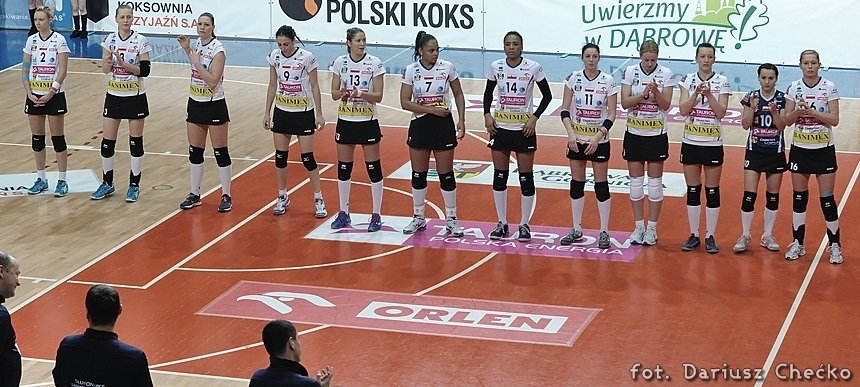
Zawodniczki Tauronu MKS Dąbrowa Górnicza w sezonie 2013/2014

Po wywalczeniu wicemistrzostwa Polski klub opuściły Belgijki Frauke Dirickx oraz Charlotte Leys, Czeszka Ivana Plchotová, Włoszka Milena Stacchiotti, a także Maja Tokarska, Magdalena Śliwa, Joanna Kaczor i Natalia Nuszel. Skład MKSu zasiliły natomiast Amerykanka Rachael Adams, Chorwatka Marina Katić, Brazylijka Wélissa "Sassá" Gonzaga, Argentynka Natalia Guadalupe Brussa, Eleonora Dziękiewicz, Anna Kaczmar do I drużyny dołączyła także juniorka Bożena Wylężek a z wypożyczenia do Krakowa powróciła Katarzyna Urban. Po dość nieudanym początku sezonu postanowiono sprowadzić do klubu rozgrywająca Turczynkę Özge Çemberci a trener Waldemar Kawka zrezygnował z prowadzenia zespołu. Zastąpił go Włoch Nicola Negro. Rundę zasadniczą drużyna zakończyła na 4. miejscu z 10 zwycięstwami i 8 porażkami na koncie. W turnieju finałowym Pucharu Polski MKS odpadł w półfinale przegrywając z Muszyną. W ćwierćfinale ORLEN Ligi MKS wyeliminował BKS Aluprof Bielsko-Biała. Półfinał to przegrana rywalizacja z Chemikiem Police. W rywalizacji o brązowy medal MKS musiał uznać wyższość Atomu Trefla Sopot i zakończył sezon na 4. miejscu.
| Skład w sezonie 2013/2014 | Skład w sezonie 2013/2014 | Skład w sezonie 2013/2014 | Skład w sezonie 2013/2014 | Skład w sezonie 2013/2014 |
| Nr                        | Imię i nazwisko           | Data ur.                  | Wzrost                    | Pozycja                   |
| ------------------------- | ------------------------- | ------------------------- | ------------------------- | ------------------------- |
| 1                         | Katarzyna Urban           | 30 października 1987      | 182                       | przyjmująca               |
| 2                         | Joanna Staniucha-Szczurek | 5 grudnia 1981            | 184                       | przyjmująca               |
| 3                         | Aleksandra Liniarska      | 12 grudnia 1981           | 188                       | środkowa                  |
| 4                         | Bożena Wylężek            | 12 lutego 1996            | 183                       | środkowa                  |
| 5                         | Natalia Guadalupe Brussa  | 13 lutego 1985            | 188                       | atakująca                 |
| 6                         | Eleonora Dziękiewicz      | 25 października 1978      | 185                       | środkowa                  |
| 7                         | Sassá                     | 9 września 1982           | 179                       | przyjmująca               |
| 8                         | Katarzyna Zaroślińska     | 3 lutego 1987             | 187                       | atakująca                 |
| 9                         | Özge Çemberci             | 26 czerwca 1985           | 182                       | rozgrywająca              |
| 10                        | Krystyna Strasz           | 24 lipca 1987             | 166                       | libero                    |
| 11                        | Anna Kaczmar              | 26 września 1985          | 180                       | rozgrywająca              |
| 13                        | Marina Katić              | 1 października 1983       | 184                       | rozgrywająca              |
| 14                        | Rachael Adams             | 3 czerwca 1990            | 189                       | środkowa                  |
| 16                        | Elżbieta Skowrońska       | 6 lipca 1983              | 183                       | przyjmująca               |

 Sezon 2014/2015 

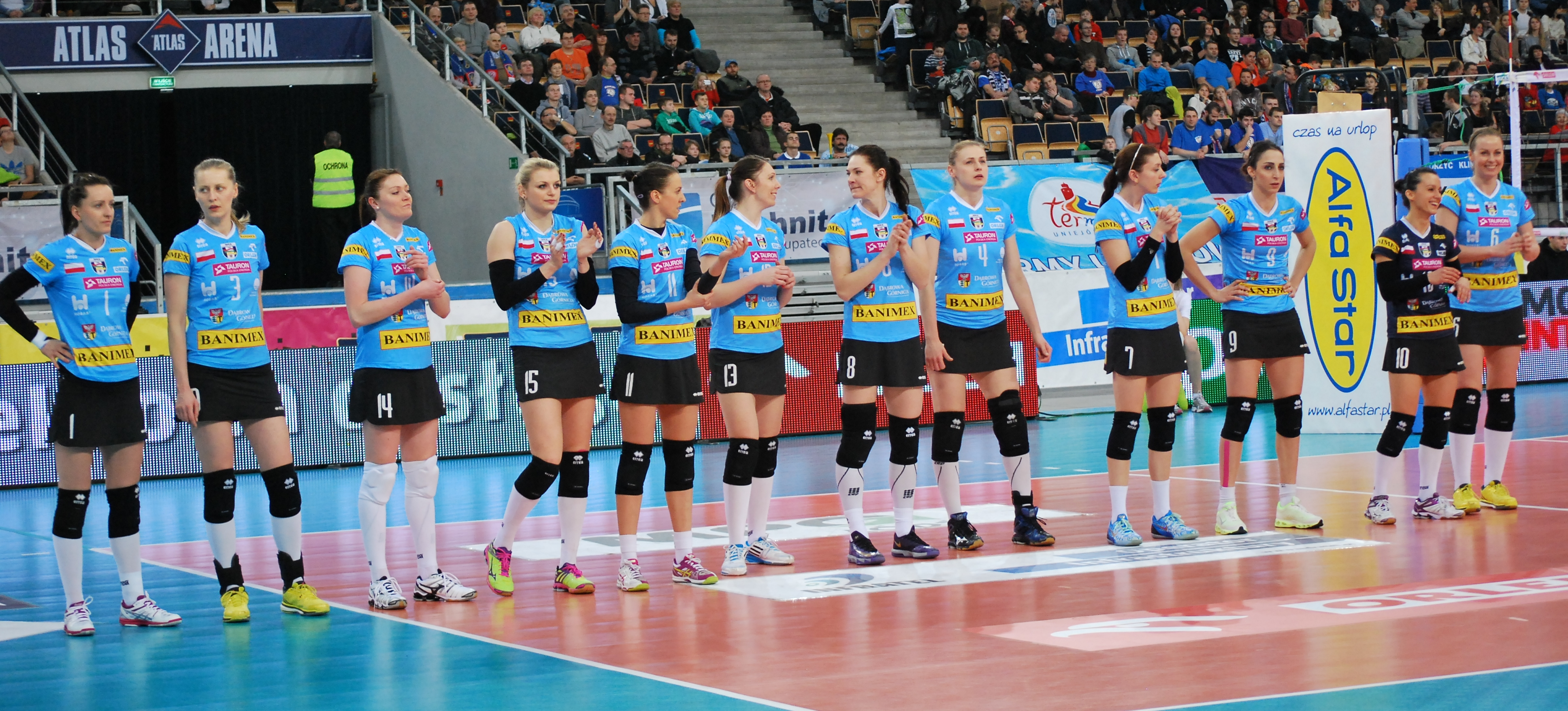
Zawodniczki Tauronu Banimex MKS Dąbrowa Górnicza w sezonie 2014/2015

Po zawirowaniach w poprzednim sezonie i zajęciu 4 miejsca w klubie doszło do dużych zmian. Odeszli trenerzy Nicola Negro oraz Leszek Rus a zastąpili ich Argentyńczyk Juan Manuel Serramalera oraz Tomasz Wasilkowski, odszedł również fizjoterapeuta Jacek Stychno którego zastąpiła Aleksandra Styczeń. Z klubu odeszły Elżbieta Skowrońska, Natalia Guadalupe Brussa, Marina Katić, Wélissa "Sassá" Gonzaga, Katarzyna Zaroślińska, Anna Kaczmar oraz Rachael Adams. Klub w ich miejsce zakontraktował Katarzyne Konieczną, Natalie Piekarczyk, Tamare Kaliszuk, Dominikę Sobolską, Gine Mancuso, Jekaterine Zakrewskaja oraz Martę Łukaszewską. Fazę zasadniczą ORLEN Ligi MKS zakończył na 6 miejscu. Z Pucharu Polski MKS odpadł po przegranym ćwierćfinale z Sopotem. W I rundzie play off MKS przegrał z Muszyną. Po przegranej z Muszyną MKS-owi pozostała walka o miejsca 5-12. MKS pokonał kolejno KSZO Ostrowiec Świętokrzyski, Budowlanych Łódź a następnie SK bank Legionovie i ostatecznie ukończył sezon na 5 miejscu.
| Skład w sezonie 2014/2015 | Skład w sezonie 2014/2015 | Skład w sezonie 2014/2015 | Skład w sezonie 2014/2015 | Skład w sezonie 2014/2015 |
| Nr                        | Imię i nazwisko           | Data ur.                  | Wzrost                    | Pozycja                   |
| ------------------------- | ------------------------- | ------------------------- | ------------------------- | ------------------------- |
| 1                         | Katarzyna Urban           | 30 października 1987      | 182                       | przyjmująca               |
| 2                         | Joanna Staniucha-Szczurek | 5 grudnia 1981            | 184                       | przyjmująca               |
| 3                         | Aleksandra Liniarska      | 12 grudnia 1981           | 188                       | środkowa                  |
| 4                         | Katarzyna Konieczna       | 22 marca 1985             | 184                       | atakująca                 |
| 5                         | Bożena Wylężek            | 12 lutego 1996            | 183                       | środkowa                  |
| 6                         | Eleonora Dziękiewicz      | 25 października 1978      | 185                       | środkowa                  |
| 7                         | Gina Mancuso              | 31 maja 1991              | 183                       | przyjmująca               |
| 8                         | Jekaterina Zakrewskaja    | 29 września 1986          | 186                       | przyjmująca               |
| 9                         | Özge Çemberci             | 26 czerwca 1985           | 182                       | rozgrywająca              |
| 10                        | Krystyna Strasz           | 24 lipca 1987             | 166                       | libero                    |
| 11                        | Natalia Piekarczyk        | 2 maja 1988               | 180                       | rozgrywająca              |
| 13                        | Marta Łukaszewska         | 11 marca 1982             | 184                       | atakująca                 |
| 14                        | Tamara Kaliszuk           | 20 marca 1990             | 182                       | atakująca                 |
| 15                        | Dominika Sobolska         | 3 grudnia 1991            | 187                       | środkowa                  |

 Sezon 2015/2016 

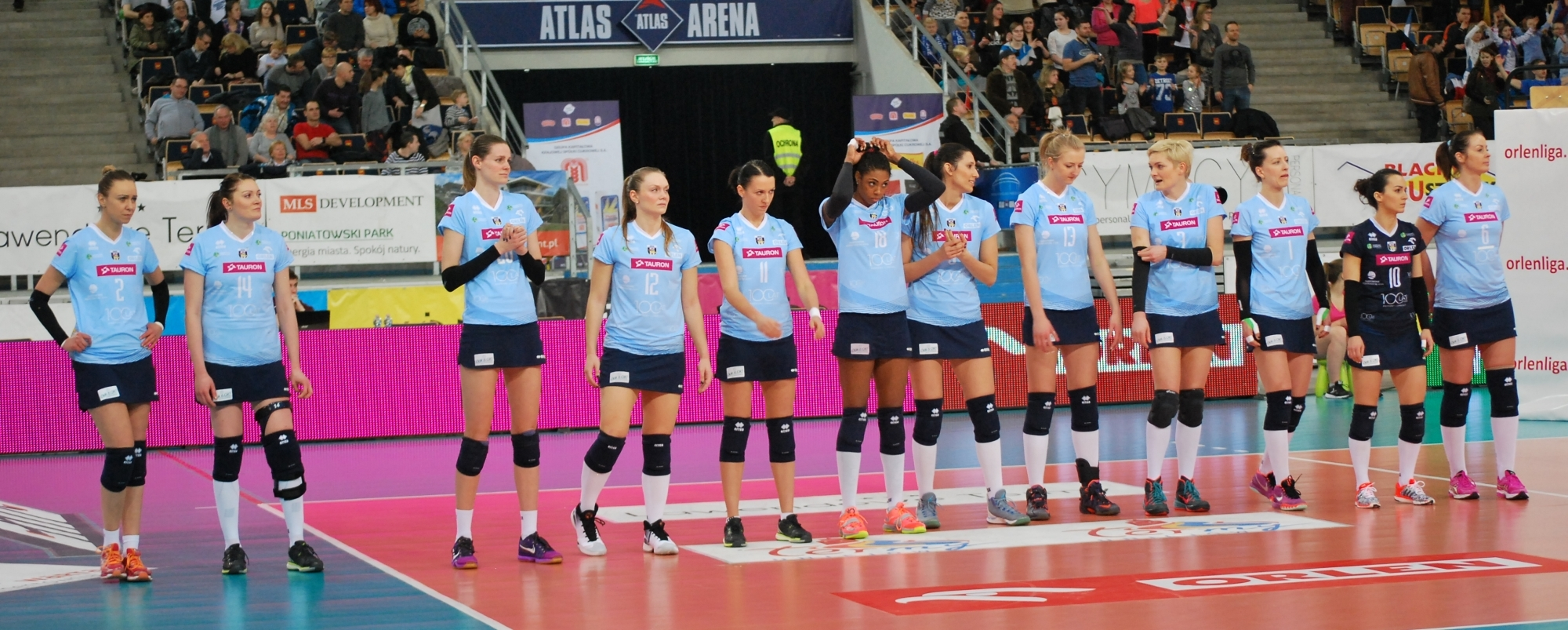
Zawodniczki Tauronu Banimex MKS Dąbrowa Górnicza w sezonie 2015/2016

Zakończenie poprzedniego sezonu na 5 miejscu dawało prawo gry w europejskich pucharach, jednak klub z nich zrezygnował. Ze sztabu szkoleniowego odeszli II trener Tomasz Wasilkowski którego zastąpiła była rozgrywająca MKSu Magdalena Śliwa, a także trener od przygotowania motorycznego Łukasz Filipecki którego zastąpił Łukasz Zarębkiewicz. Ze składu odeszły Özge Çemberci, Aleksandra Liniarska, Katarzyna Konieczna, Gina Mancuso, Jekaterina Zakrewskaja, Marta Łukaszewska, Dominika Sobolska oraz Bożena Wylężek. Klub zasiliły natomiast Kamila Ganszczyk, Karolina Różycka, Micha Hancock, Deja McClendon, Izabela Bałucka, Kinga Drabek, Rebecca Perry, Rebecca Pavan. Do pierwszej drużyny dołączyła również wychowanka Nadia Wydmańska. Pod koniec I rundy fazy zasadniczej kontrakt z klubem z powodów osobistych rozwiązała Rebecca Perry a w jej miejsce klub sprowadził Sanje Popović. Fazę zasadniczą ORLEN Ligi MKS zakończył na 4 miejscu. Z Pucharu Polski MKS odpadł po przegranym ćwierćfinale z Łodzią. Półfinał ORLEN Ligi to przegrana z Chemikiem Police. W meczach o brązowy medal MKS przegrał z Impelem Wrocław i sezon zakończył tuż za podium.
| Skład w sezonie 2015/2016 | Skład w sezonie 2015/2016 | Skład w sezonie 2015/2016 | Skład w sezonie 2015/2016 | Skład w sezonie 2015/2016 |
| Nr                        | Imię i nazwisko           | Data ur.                  | Wzrost                    | Pozycja                   |
| ------------------------- | ------------------------- | ------------------------- | ------------------------- | ------------------------- |
| 1                         | Katarzyna Urban           | 30 października 1987      | 182                       | przyjmująca               |
| 2                         | Joanna Staniucha-Szczurek | 5 grudnia 1981            | 184                       | przyjmująca               |
| 3                         | Karolina Różycka          | 28 czerwca 1985           | 183                       | przyjmująca               |
| 5                         | Izabela Bałucka           | 15 lutego 1993            | 187                       | środkowa                  |
| 6                         | Eleonora Dziękiewicz      | 25 października 1978      | 185                       | środkowa                  |
| 8                         | Rebecca Perry             | 29 grudnia 1988           | 190                       | atakująca                 |
| 9                         | Sanja Popović             | 31 maja 1984              | 186                       | atakująca                 |
| 10                        | Krystyna Strasz           | 24 lipca 1987             | 166                       | libero                    |
| 11                        | Natalia Piekarczyk        | 2 maja 1988               | 180                       | rozgrywająca              |
| 12                        | Micha Hancock             | 10 listopada 1992         | 180                       | rozgrywająca              |
| 13                        | Kamila Ganszczyk          | 2 grudnia 1991            | 191                       | środkowa                  |
| 14                        | Tamara Kaliszuk           | 20 marca 1990             | 182                       | atakująca                 |
| 15                        | Nadia Wydmańska           | 1 marca 1997              | 182                       | przyjmująca               |
| 16                        | Kinga Drabek              | 10 maja 1998              | 169                       | libero                    |
| 18                        | Deja McClendon            | 27 czerwca 1992           | 182                       | przyjmująca               |
| 20                        | Rebecca Pavan             | 17 kwietnia 1990          | 192                       | atakująca                 |

 Sezon 2016/2017 
| Skład w sezonie 2016/2017 | Skład w sezonie 2016/2017 | Skład w sezonie 2016/2017 | Skład w sezonie 2016/2017 | Skład w sezonie 2016/2017 |
| Nr                        | Imię i nazwisko           | Data ur.                  | Wzrost                    | Pozycja                   |
| ------------------------- | ------------------------- | ------------------------- | ------------------------- | ------------------------- |
| 1                         | Noris Cabrera             | 25 października 1986      | 182                       | przyjmująca               |
| 2                         | Helena Horká              | 15 czerwca 1981           | 190                       | atakująca                 |
| 3                         | Regan Scott               | 10 sierpnia 1983          | 188                       | przyjmująca               |
| 4                         | Monika Šmídová            | 13 stycznia 1992          | 183                       | rozgrywająca              |
| 6                         | Eleonora Dziękiewicz      | 25 października 1978      | 185                       | środkowa                  |
| 7                         | Anna Miros                | 30 października 1985      | 196                       | atakująca                 |
| 8                         | Daria Paszek              | 30 sierpnia 1991          | 185                       | przyjmująca               |
| 10                        | Marta Ciesiulewicz        | 6 marca 1995              | 183                       | przyjmująca               |
| 11                        | Izabela Lemańczyk         | 11 grudnia 1990           | 169                       | libero                    |
| 12                        | Kathleen Weiß             | 2 lutego 1984             | 171                       | rozgrywająca              |
| 13                        | Kamila Ganszczyk          | 2 grudnia 1991            | 191                       | środkowa                  |
| 14                        | Tamara Kaliszuk           | 20 marca 1990             | 182                       | atakująca                 |
| 15                        | Dominika Sobolska         | 3 grudnia 1991            | 187                       | środkowa                  |
| 16                        | Kinga Drabek              | 10 maja 1998              | 169                       | libero                    |
| 18                        | Yael Castiglione          | 27 września 1985          | 184                       | rozgrywająca              |
| 19                        | Aleksandra Sikorska       | 28 kwietnia 1993          | 186                       | środkowa                  |

 Sezon 2018/2019 
| Skład w sezonie 2018/2019 | Skład w sezonie 2018/2019 | Skład w sezonie 2018/2019 | Skład w sezonie 2018/2019 | Skład w sezonie 2018/2019 |
| Nr                        | Imię i nazwisko           | Data ur.                  | Wzrost                    | Pozycja                   |
| ------------------------- | ------------------------- | ------------------------- | ------------------------- | ------------------------- |
| 1                         | Katarzyna Bryda           | 30 kwietnia 1990          | 181                       | przyjmująca               |
| 2                         | Kamila Colik              | 16 lipca 1991             | 165                       | libero                    |
| 3                         | Zuzanna Szynkiel          | 24 listopada 1999         | 179                       | przyjmująca               |
| 5                         | Paulina Stroiwąs          | 17 maja 1994              | 197                       | środkowa                  |
| 7                         | Aleksandra Lipska         | 25 lutego 1998            | 184                       | atakująca                 |
| 9                         | Małgorzata Lis            | 14 kwietnia 1981          | 185                       | środkowa                  |
| 10                        | Dorota Ściurka            | 7 stycznia 1981           | 180                       | przyjmująca               |
| 12                        | Agnieszka Czerwińska      | 7 czerwca 2000            | 181                       | środkowa                  |
| 14                        | Agata Michalewicz         | 28 kwietnia 1998          | 181                       | rozgrywająca              |
| 15                        | Aneta Wilczek             | 12 listopada 1997         | 177                       | przyjmująca               |
| 16                        | Sandra Szczygioł          | 8 grudnia 1989            | 180                       | atakująca                 |
| 17                        | Anna Bodasińska           | 15 czerwca 1998           | 172                       | libero                    |

## Bilans sezon po sezonie
| Sezon   | Liga                  | Miejsce | Punkty | Mecze (Z-P) | Uwagi                                                   |
| ------- | --------------------- | ------- | ------ | ----------- | ------------------------------------------------------- |
| 2000/01 | III liga              | 1.      | –      | –           | awans do II ligi                                        |
| 2001/02 | II liga (gr. 4)       | 5.      | –      | –           |                                                         |
| 2002/03 | II liga (gr. 4)       | 3.      | –      | –           |                                                         |
| 2003/04 | II liga (gr. 4)       | 1.      | 27     | 22 (19-3)   | awans do I ligi serii B                                 |
| 2004/05 | I liga seria B        | 3.      | 45     | 26 (19-7)   |                                                         |
| 2005/06 | I liga                | 2.      | 71     | 32 (27-5)   | Przegrany pojedynek 1-3 z AZS AWF Poznań w barażu o LSK |
| 2006/07 | I liga                | 1.      | 58     | 29 (26-5)   | awans do LSK                                            |
| 2007/08 | Liga Siatkówki Kobiet | 5.      | 18     | 26 (11-15)  |                                                         |
| 2008/09 | PlusLiga Kobiet       | 5.      | 26     | 28 (14-14)  |                                                         |
| 2009/10 | PlusLiga Kobiet       | 3.      | 32     | 30 (18-12)  |                                                         |
| 2010/11 | PlusLiga Kobiet       | 4.      | 33     | 29 (15-14)  |                                                         |
| 2011/12 | PlusLiga Kobiet       | 3.      | 34     | 28 (18-10)  | Zdobywca Pucharu Polski                                 |
| 2012/13 | Orlen Liga            | 2.      | 39     | 31 (22-9)   | Zdobywca Pucharu Polski                                 |
| 2013/14 | Orlen Liga            | 4.      | 30     | 27 (13-14)  |                                                         |
| 2014/15 | Orlen Liga            | 5.      | 38     | 31 (20-11)  |                                                         |
| 2015/16 | Orlen Liga            | 4.      | 44     | 27 (14-13)  |                                                         |
| 2016/17 | Orlen Liga            | 5.      | 49     | 28 (19-9)   |                                                         |
| 2017/18 | Liga Siatkówki Kobiet | 14.     | 11     | 26 (3-23)   | spadek z LSK                                            |
| 2018/19 | I liga                | 3.      | 64     | 37 (28-9)   |                                                         |

Poziom rozgrywek:
     najwyższy ogólnokrajowy
     drugi
     trzeci
     czwarty

## Sukcesy
- Mistrzostwa Polski:
  -  2.miejsce (1x): 2013
  -  3.miejsce (2x): 2010, 2012
- Puchar Polski:
  -  Zdobywca (2x): 2012, 2013
- Superpuchar Polski:
  -  Zdobywca (2x): 2012, 2013

## Grupy młodzieżowe
MKS posiada grupy młodzieżowe. W sezonie 2013/2014, klub reprezentowały cztery drużyny młodzieżowe – młodziczki, kadetki I, kadetki II oraz juniorki. Klub posiada drużynę rezerw, która od sezonu 2013/2014 występuje w II lidze grupie 2, zespół ten składa się z najzdolniejszych młodzieżowych siatkarek MKS-u.
Dąbrowa Górnicza była silnym ośrodkiem siatkarskim. W sezonie 2012/2013 w mistrzostwach województwa śląskiego młodziczki i juniorki zdobyły brązowe medale, natomiast kadetki wywalczyły złote medale. Na szczeblu krajowym, w mistrzostwach Polski, kadetki zajęły 7., a juniorki 5. miejsce.
Reprezentantką MKS-u jest Karolina Piśla, która wywalczyła mistrzostwo Europy kadetek w roku 2013.

## Znane wychowanki klubu
- Katarzyna Urban – reprezentantka Polski w siatkówce plażowej, wielokrotna medalistka mistrzostw Polski, Europy i świata
- Joanna Wiatr – reprezentantka Polski w siatkówce plażowej, wielokrotna medalistka mistrzostw Polski, Europy i świata
- Ewelina Sieczka – reprezentantka Polski
- Krystyna Strasz – reprezentantka Polski